# Darko Lazić (cầu thủ bóng đá)
Darko Lazić (Serbian Cyrillic: Дарко Лазић; sinh 19 tháng 7 năm 1994 ở Smederevska Palanka) là một hậu vệ bóng đá Serbia thi đấu cho Denizlispor mượn từ Alanyaspor.

## Sự nghiệp

### Sao Đỏ Beograd
Anh ra mắt chuyên nghiệp cho Sao Đỏ Beograd ngày 26 tháng 5 năm 2013, trong trận đấu Serbian SuperLiga với Vojvodina.

### Anzhi Makhachkala
Ngày 23 tháng 6 năm 2015, Lazić ký bản hợp đồng 4 năm với câu lạc bộ ở Giải bóng đá Ngoại hạng Nga FC Anzhi Makhachkala.

### Alanyaspor
Ngày 31 tháng 1 năm 2017, Lazić đến Thổ Nhĩ Kỳ, gia nhập Alanyaspor.